# Francesco Cattaneo (patriota)
Francesco Cattaneo (Novi Ligure, 1835 – ...) è stato un patriota italiano, partecipò alla Spedizione dei Mille.

## Biografia
Francesco Cattaneo, ligure come molti altri tra i Mille, svolgeva attività di commerciante. Venne ferito per ben quattro volte durante la Battaglia di Calatafimi.